# Santa Maria de Palau-solità
L'església de Santa Maria de Palau-solità és una església romànica de Palau-solità i Plegamans. Es troba al barri de la Sagrera, al que es coneix com el nucli de cases antigues de la Sagrera i al costat del passeig de la carrerada, una de les vies d'accés principals del municipi. L'església està protegida com a bé cultural d'interès local.

## Descripció
Aquesta església se situa en un petit nucli de població conegut popularment com la Sagrera, a la vora dreta de la riera de Caldes. L'edifici ha perdut la seva estructura originària, que se suposa que comptava amb una sola nau de volta de canó, capçalera d'absis quadrat i creuer. Les reformes han fet desaparèixer l'absis i el creuer, aixecant al seu lloc la façana principal i obrint-hi la porta d'ingrés. L'edifici actual és format per una nau orientada en sentit nord-sud i dues capelles, situades una enfront de l'altre.
La façana principal presenta una porta d'arc de mig punt adovellat, a sobre seu es pot veure una obertura circular de tipus rosassa, però amb una senzilla reixa a la part exterior. La coberta és a dues vessants amb teula àrab.
El nou campanar, de planta quadrada, presenta tres petites obertures semicirculars en tres de les seves cares; per sobre hi ha una motllura, amb un detall decoratiu, que separa el cos superior. Aquí trobem les obertures de les campanes i, finalment, el coronament fet de merlets de disposició esglaonada.
La pica baptismal fou realitzada en pedra de Girona, segons la visita pastoral del 1508. Està sobre una base quadrada amb treballs esculturats de sanefa ondulada de fistonejat de la que surt un suport de base octogonal que origina un curt pilar de vuit cares a partir del qual s'origina l'element propi del cos de la pica que per la part inferior es troba arrodonit i després va prenent forma octogonal i dona forma a les vuit cares que corresponen a l'octògon que emmarca la part superior de la pica. En una de les cares, la frontal, hi figura inscrita dins un escut de tipologia quadrilonga ibèrica, la data de realització i al mig una creu sobre la lletra alfa, com a símbol del principi del nou cristià acabat de batejar. S'utilitzà fins a l'any 1870.
A l'altar major de l'absis hi ha el retaule tardogòtic del Mestre d'Artés, realitzat entre 1513 i 1518, ja que en una visita pastoral del 3 d'abril de 1519 ja s'hi fa referència.
A la capella lateral del Roser hi ha el retaule barroc del Roser, que fins al 1965 es trobava situat a l'altar major. També hi ha un frontal d'altar de ceràmica policromada valenciana realitzat per Llorenç Passoles a la segona meitat del segle xvii.

## Història
En l'ídex toponímic del Cartulari de Sant Cugat del Vallès, tenim una cita de Santa Maria de Palacio Salatha on ja se la cita com a "parrochia" en un document de 1071 (doc.672).
Segons el pergamí que es troba a l'Arxiu de la Corona d'Aragó, la consagració del temple de Santa María de Palau Solitar fou el 14 de novembre de 1122. La cerimònia de consagració la va realitzar l'arquebisbe de Tarragona i bisbe de Barcelona, Sant Oleguer. Cap a l'any 1307 es va canviar l'orientació de l'església, segons manà el bisbe Ponç de Gualba en la visita pastoral del 18 de desembre del 1304.
L'actual campanar no és l'original. Sembla que al 1506 un incendi va destruir-lo, fent un de nou dos anys més tard, que es se suposa que seria l'actual. Aquest incendi també va afectar la volta de la nau que es va construir de nou. De les campanes se sap la data i autoria d'una d'elles, construïda al 1674 per "Jauma Gibert i Cristofhol Vilasosa"; la data d'una de les petites és el 1874 i la de l'altra, que procedeix de l'església de Santa Magdalena, és 1846 que a més té els noms de "Joseph Carol i Joseph Dura", així com la imatge de la patrona amb Jesús als braços.
La pica de batjar té la data esculpida a la mateixa pedra: 1498. El 1513 s'encarregà un retaule per a l'altar major al Mestre d'Artés-pintor anònim de l'escola valenciana que el pintarà amb dos deixebles seus. És important també el retaule de l'altar del Roser, amb un antipende de ceràmica fet per Llorenç Pasollas, un dels grans ceramistes de Catalunya del segle xvii.
Fins a l'any 1933 hi havia un pas que comunicava l'església amb la rectoria, construït l'any 1575 per poder guardar millor els tresors i que es conservaven un conjunt d'importants peces d'orfebreria que daten del segle xvi. Durant la guerra civil el retaule de l'església va haver de ser traslladat a un lloc segur i després d'aquesta va tornar al seu lloc d'origen.